# Générac (Gard)
Générac è un comune francese di 3 944 abitanti situato nel dipartimento del Gard, nella regione dell'Occitania.

## Società

### Evoluzione demografica
Abitanti censiti